# Райх, Хартмут
Ха́ртмут Райх (нем. Hartmut Reich; 7 мая 1956, Апольда, ГДР) — немецкий борец вольного стиля, чемпион мира и Европы.

## Спортивные результаты
- Чемпион мира (1982), серебряный призёр чемпионатов мира (1978, 1981), бронзовый призёр чемпионатов мира (1977, 1979).
- Чемпион Европы (1977, 1981), серебряный призёр чемпионата Европы (1979), бронзовый призёр чемпионата Европы (1976).
- Выступал на летних Олимпийских играх 1980 года (8-е место).
- Чемпион ГДР (1976, 1980, 1981, 1984, 1988), серебряный призёр чемпионатов ГДР (1974, 1977, 1979, 1985)[1].

## Видео
Чемпионат мира 1982, вольная борьба, до 52 кг, финал: Хартмут Райх (ГДР) - Осман Эфендиев (СССР)